# Justin Norris
Justin Neville Norris (* 3. Juni 1980 in Geraldton, Western Australia) ist ein australischer Schwimmer. Er ist auf das Schmetterlingsschwimmen und das Lagenschwimmen spezialisiert.
Norris wuchs in Newcastle (New South Wales) auf und zog 1999 nach Canberra, um am Australian Institute of Sport zu trainieren.
Bei den Pan-Pazifischen Meisterschaften 1999 in Sydney war Norris das erste Mal für das australische Nationalteam nominiert. Ein Jahr später bei den Olympischen Spielen in derselben Stadt, kam er über 400 m Lagen nicht in das Finale. Über 200 m Schmetterling galt er als Außenseiter auf den Sieg, im Finale aber riskierte Norris schließlich alles und attackierte die Konkurrenz von Beginn an. Nach 100 m führte er das Feld noch an. Am Ende erreichte er den dritten Platz und gewann so völlig überraschend die Bronzemedaille.
Bei den Weltmeisterschaften 2001 gewann er Bronze über 200 m Lagen. Bei den Schwimmweltmeisterschaften 2003 in Barcelona erreichte er lediglich über 200 m Schmetterling das Finale und wurde Siebter. Bei den Kurzbahnweltmeisterschaften 2002 in Moskau gewann Norris Silber über 200 m Schmetterling.
Bei den Commonwealth Games 2002 in Manchester gewann er drei Goldmedaillen, über 200 m Schmetterling und über 200 und 400 m Lagen.
Er konnte sich zwar für die Olympischen Spiele 2004 qualifizieren, erreichte dort jedoch kein Finale und wurde jeweils 11. über 200 m Schmetterling und 400 m Lagen, sowie 27. über 200 m Lagen.
Im Jahr 2005 erklärte Norris, dass er sich eine Auszeit von einem Jahr nehmen und in seine Heimatstadt Newcastle zurückkehren wolle.
Er startete bei den Trials für die Weltmeisterschaften 2007 in Melbourne, konnte sich jedoch für diese nicht qualifizieren.
Norris ist Eigentümer der Justin Norris Swim Academy.

## Steckbrief
- Klub: Hunter
- Größe: 1,86 Meter
- Gewicht: 82 Kilogramm
- Trainer: Eric Arnold